# Cladoprofyllum

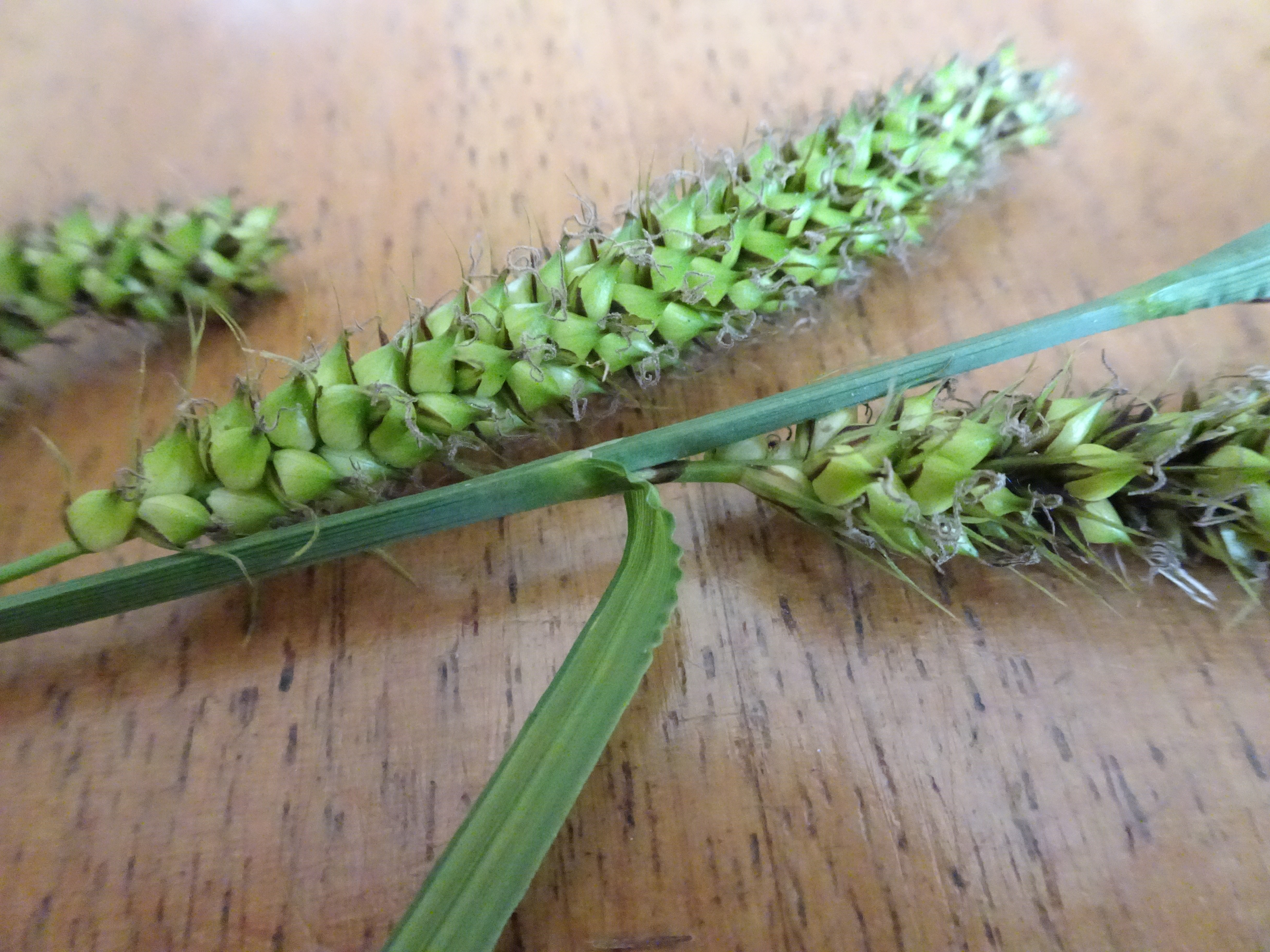
Oeverzegge, cladoprofyllumn (licht met een donkere rand) in de oksel van het teruggeslagen schutblad

Een cladoprofyllum is een nauw omsluitend, kokervormig, vliezig laagteblad (catafyl), dat zich onder aan de basis bevindt van de as (een rachis of een rachilla) van een deelbloeiwijze (paracladium) bij Carex-soorten en bij Scirpus-soorten.
Het cladoprofyllum is gewoonlijk niet zonder meer zichtbaar, omdat het zich binnen de bladschede van het schutblad (bractee) bevindt.
De paracladia bevinden zich gewoonlijk onder de top van de synflorescentie (samengestelde bloeiwijze). Deze paracladia kunnen weer vertakt zijn. Bij de vertakkingen bevindt zich dan weer een tuitvormig, vliezig cladoprofyllum dat de basis van de rachilla omgeeft.
Een cladoprofyllum is homoloog (morfologisch overeenkomstig en vergelijkbaar) met het perigynium of urntje bij zegge-soorten. Het cladoprofyllum omgeeft de basis van zijtakjes in een vertakte bloeiwijze; het urntje omgeeft de basis van een meestal sterk tot volledig gereduceerde rachilla. Door de opening aan de top van het urntje steekt de stijl en stempels naar buiten, maar soms ook weer een rachilla, bij enkele soorten zelf met mannelijke, elk in de oksel van een kafje staande, meeldraadbloemen.